# Acanthurus reversus
Acanthurus reversus és una espècie de peix pertanyent a la família dels acantúrids.

## Descripció
- Pot arribar a fer 21,6 cm de llargària màxima.
- 9 espines i 24-25 radis tous a l'aleta dorsal i 3 espines i 23-24 radis tous a l'anal.[2][3]

## Hàbitat
És un peix marí, associat als esculls i de clima tropical que viu entre 4 i 15 m de fondària.

## Distribució geogràfica
Es troba al Pacífic oriental central: les illes Marqueses.

## Observacions
És inofensiu per als humans.